# Kajen (Kajen)
Kajen is een bestuurslaag in het regentschap Pekalongan van de provincie Midden-Java, Indonesië. Kajen telt 4493 inwoners (volkstelling 2010).